# Tetramesityldiželezo
Tetramesityldiželezo je organická sloučenina železa se vzorcem Fe2(C6H2(CH3)3)4. Jedná se o červenou pevnou látku citlivou na přítomnost vzduchu, používanou k přípravě dalších komplexů železa. Má centrosymetrickou strukturu.
Tato látka se chová jako Lewisova kyselina, jež vytváří monomerní adukty, jako například Fe(C6H2(CH3)3)2pyridin2. Připravuje se reakcemi železnatých halogenidů s Grignardovým činidlem odvozeným od mesitylbromidu:
2 FeCl2 + 4 BrMgC6H2(CH3)3 → Fe2(C6H2(CH3)3)4 + 2 MgBrCl